# Premier concile de Lugo

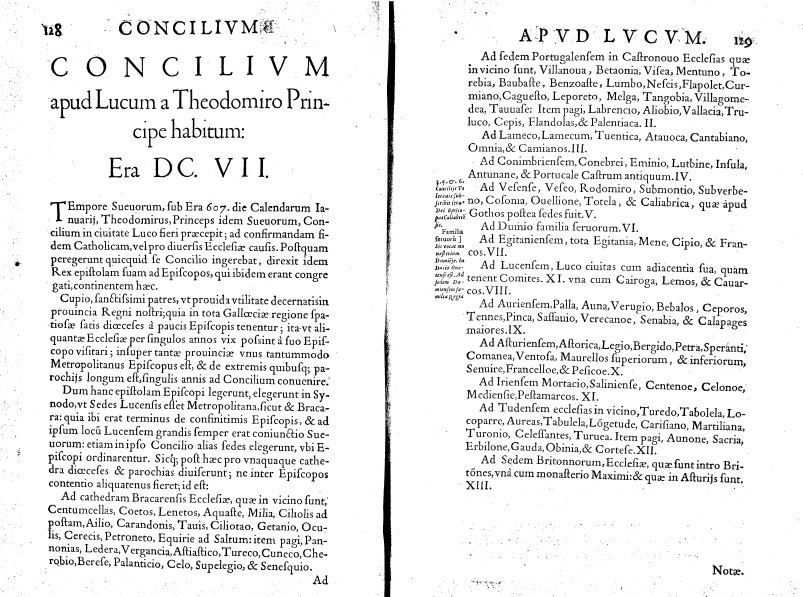
Texte en latin du concile de Lugo, dans l'édition de Loaisa (1593).

Le premier concile de Lugo, en Espagne, qui a eu lieu en 569, est un concile catholique appelé par le roi suève Théodemir.
On y érigea presque tous les évêchés d'Espagne, et l’évêque de Lugo fut honoré du titre de « métropolitain ».